# كريستيان فوكس

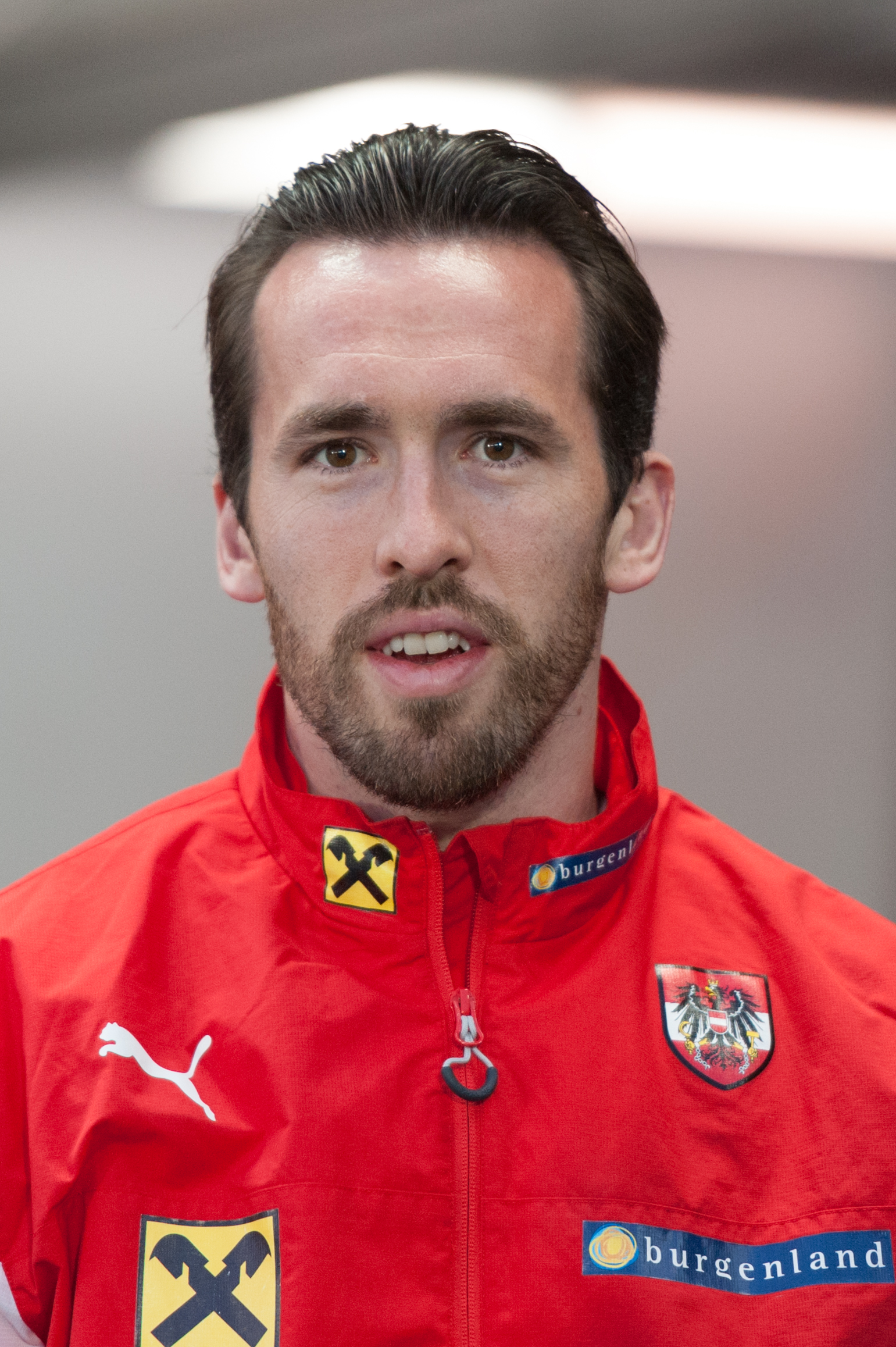

كريستيان فوكس (بالألمانية: Christian Fuchs)‏ (مواليد 7 أبريل 1986 في نيونكيرتشين - النمسا) لاعب كرة قدم نمساوي يلعب حاليا لصالح نادي ليستر سيتى الانجليزى منذ 2015 في مركز الوسط المدافع كما يجيد اللعب في مركز الظهير.

## روابط خارجية
- كريستيان فوكس على موقع الاتحاد الدولي (مؤرشف)  (الإنجليزية)
- كريستيان فوكس على موقع الاتحاد الأوربي (الإنجليزية)
- كريستيان فوكس على موقع الدوري الأمريكي (الإنجليزية)
- كريستيان فوكس على موقع قاعدة بيانات كرة القدم.إي يو (الإنجليزية)
- كريستيان فوكس على موقع بيانات كرة القدم. دي إي (الألمانية)
- كريستيان فوكس على موقع ناشيونال فوتبول تيمز (الإنجليزية)
- كريستيان فوكس على موقع Soccerbase.com (لاعب) (الإنجليزية)
- كريستيان فوكس على موقع Soccerway.com (الإنجليزية)
- كريستيان فوكس على موقع عالم كرة القدم.نت (الإنجليزية)
- كريستيان فوكس على موقع كووورة